# Djibouti i olympiska sommarspelen 2024
Djibouti deltog med en trupp på sju idrottare vid de olympiska sommarspelen 2024 i Paris som hölls mellan den 24 juli och 11 augusti 2024. Det var 10:e sommar-OS som Djibouti deltog vid. Ingen av landets deltagare erövrade någon medalj.

## Friidrott
Förkortningar
- Notera– Placeringar avser endast det specifika heatet.
- Q = Tog sig vidare till nästa omgång
- q = Tog sig vidare till nästa omgång som den snabbaste förloraren eller, i teknikgrenarna, genom placering utan att nå kvalgränsen
- i.u. = Omgången fanns inte i grenen
- Bye = Idrottaren behövde inte tävla i omgången

Gång- och löpgrenar
| Idrottare              | Gren              | Heat     | Heat      | Final            | Final            |
| Idrottare              | Gren              | Tid      | Placering | Tid              | Placering        |
| ---------------------- | ----------------- | -------- | --------- | ---------------- | ---------------- |
| Mohamed Ismail Ibrahim | Herrarnas 5 000 m | 13.57,47 | 15        | Gick inte vidare | Gick inte vidare |
| Abdi Waiss             | Herrarnas 5 000 m | 14.11,88 | 11        | Gick inte vidare | Gick inte vidare |
| Ibrahim Hassan         | Herrarnas maraton | —        | —         | 2:09.31 0SB0     | 14               |
| Samiyah Hassan Nour    | Damernas 5 000 m  | 15.13,63 | 15        | Gick inte vidare | Gick inte vidare |

## Judo
| Idrottare               | Gren            | Sextondelsfinal       | Åttondelsfinal       | Kvartsfinal          | Semifinal            | Återkval             | Final / BM           | Final / BM       |
| Idrottare               | Gren            | Motståndare Resultat  | Motståndare Resultat | Motståndare Resultat | Motståndare Resultat | Motståndare Resultat | Motståndare Resultat | Placering        |
| ----------------------- | --------------- | --------------------- | -------------------- | -------------------- | -------------------- | -------------------- | -------------------- | ---------------- |
| Aden-Alexandre Houssein | Herrarnas 73 kg | Hristov (BUL) L 10–00 | Gick inte vidare     | Gick inte vidare     | Gick inte vidare     | Gick inte vidare     | Gick inte vidare     | Gick inte vidare |

## Simning
| Idrottare          | Gren                  | Heat  | Heat      | Semifinal        | Semifinal        | Final            | Final            |
| Idrottare          | Gren                  | Tid   | Placering | Tid              | Placering        | Tid              | Placering        |
| ------------------ | --------------------- | ----- | --------- | ---------------- | ---------------- | ---------------- | ---------------- |
| Houmed Barkat      | Herrarnas 50 m frisim | 26,00 | 54        | Gick inte vidare | Gick inte vidare | Gick inte vidare | Gick inte vidare |
| Naima-Zahra Amison | Damernas 50 m frisim  | 33,65 | 75        | Gick inte vidare | Gick inte vidare | Gick inte vidare | Gick inte vidare |